# フレデリック・ウィリアム・モラー
フレデリック・ウィリアム・モラー (Frederick William Moller、生没年不詳) はイングランド - フランスの版画家、リトグラファー。
19世紀のイギリスとフランスで活動し、定期刊行物や小説の挿絵の版画を手がけた。署名には合字で FWMOLLERと記した。

## 概要
フレデリック・ウィリアム・モラーの生没年は不明である。ヴィクトリア朝版画の研究者である、ロドニー・K・エンゲン（Rodney K. Engen)は1979年（改訂版1985年）に上梓した著書「Dictionary of Victorian engravers, print publishers and their works」で、モラーは1862年から1865年ごろにかけて、イギリスのロンドンにあるイン、サージャンツ・イン の8号室で仕事をしていたと記した。また、エンゲンはモラーと19世紀デンマークの肖像画家であるヨハン・フレデリック・モラー(1797-1871) との関連性の所在を示唆している。

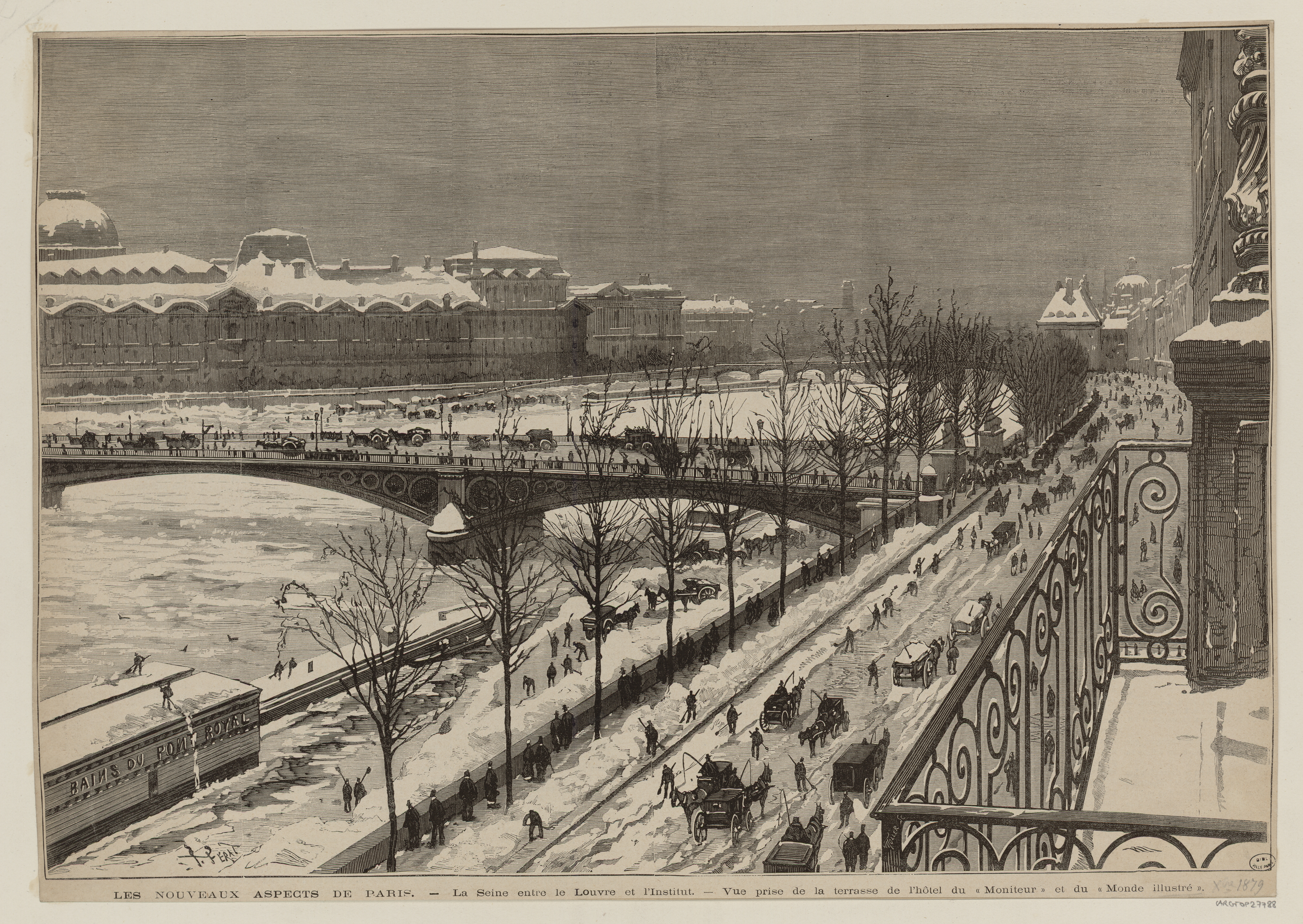
セーヌ川 (原画：J.フェラ、1879年)

1870年から1880年ごろにかけては、フランスの雑誌「ル・モンド・イリュストレ」にフレデリック・ウィリアム・モラーの彫版した版画が掲載されており、フランス国立図書館（BnF）には同誌の版画画像が保存されている。
一方、小説でもジュール・ヴェルヌの小説『十五少年漂流記』の版画をいくつか手がけている。
現在、フレデリック・ウィリアム・モラーの版画作品は、大英博物館、カルナヴァレ博物館、ブルターニュ美術館、ガダーニュ美術館などに収蔵されている。

## 共作者の一部
| - Adrien Marie - Alexandre Eyriès - Alexandre Ferdinandus - Carl de Vinck de Deux-Orp - Daniel Urrabieta Vierge | - Edmond Morin - Émile Roche - Frédéric Lix - Godefroy Durand | - Jacques Desroches-Valnay - Jean-Baptiste Eyriès - Jean-Baptiste Lavastre - Jules-Descartes Férat - Rémi Chardey |

## 参考画像
1. ↑  ヴィクトル・ユーゴーの肖像画を描くレオン・ボナ (1879年)
2. ↑  ランス川のルサール橋 (1879年)
3. ↑  リヨンの絹織物工房（1877年）